# Günther Ramin
Günther Werner Hans Ramin (født 15. oktober 1898 i Karlsruhe, død 27. februar 1956 i Leipzig) var
en tysk musiker.
Ramin var Thomasskole-elev i Leipzig, og uddannet som organist af Straube, 1918 blev han selv organist ved Thomaskirken og 1920 orgellærer ved konservatoriet i Leipzig. Han var en af sin tids betydeligste orgelspillere i Tyskland og optrådte på kunstrejser også i København (Vor Frue Kirke); Ramin var tillige komponist, særlig af orgelmusik.